# Gare d'Eauze
La gare d'Eauze est une gare ferroviaire française des lignes de Port-Sainte-Marie à Riscle et d'Eauze à Auch, située sur le territoire de la commune d'Eauze, dans le département du Gers, en région Occitanie.
Elle est mise en service en 1888 par la Compagnie des chemins de fer du Midi et du Canal latéral à la Garonne.

## Situation ferroviaire
Établie à 141 mètres d'altitude, la gare d'Eauze est située au point kilométrique (PK) 189,178 de la ligne de Port-Sainte-Marie à Riscle, entre les gares de Bretagne-d'Armagnac et de Manciet.
Elle était également l'origine au PK 0,000, de la ligne d'Eauze à Auch, avant la gare de Noulens - Ramouzens.

## Histoire
La gare d'Eauze est mise en service le 5 juillet 1888 par la Compagnie des chemins de fer du Midi et du Canal latéral à la Garonne, lorsqu'elle ouvre à l'exploitation la section de Condom à Eauze de la ligne de Port-Sainte-Marie à Riscle, au nord de la gare.
La section d'Eauze à Riscle, au sud de la gare, a ouvert en 1893.
Entre 1909 et 1954, elle était également le point de départ de la ligne d'Eauze à Auch.
Le 24 février 1975, la section d'Eauze à Gondrin est déclassée.

## Service des voyageurs
Gare fermée située sur une section de ligne non-déclassée, mais sans circulation.

## Patrimoine ferroviaire
L'ancien bâtiment voyageurs est devenu le centre d'interprétation d'ELUSA Capitale antique. L'ancien bâtiment de fret est devenu le local d'une entreprise privée.